# Yvette Feuillet
Yvette Feuillet (25 janvier 1920 à Paris - 6 juillet 1943 à Auschwitz) est une résistante française, déportée et assassinée à Auschwitz.

## Biographie
Yvette Feuillet naît le 25 janvier 1920, dans le 14e arrondissement de Paris. Son père, boulanger, meurt alors qu'elle n'a que 10 ans et sa mère, originaire des Landes, l'élève seule, avec sa sœur Henriette, en faisant des extras comme cuisinière. 
Elle entre rapidement en apprentissage dans une usine de lampes électriques, rue Sedaine dans le 11e arrondissement, près de la Bastille. Elle est souffleuse de verre et travaille très dur devant des fours. En juin 1936, quand l’usine se met en grève, Yvette est élue déléguée syndicale de son atelier. 
En 1937, elle intègre la nouvelle Union des jeunes filles de France, et y milite activement : elle accepte le poste de trésorière du foyer du 4e arrondissement (où toute la famille habite désormais, au no 26 de la rue des Rosiers), et parvient à animer de manière généreuse la vie de quartier (comme en témoigne l'une de ses amies, qui relate également l'admiration d'Yvette Feuillet pour Paul Vaillant-Couturier, cofondateur du Parti communiste français, quand elle le croise dans le quartier du Marais).

### L'engagement dans la Résistance
Quand l'Occupation survient, les deux sœurs, Henriette et Yvette s'engagent activement dans la résistance. Sa sœur Henriette est agente de liaison entre Auguste Garnier, membre du comité central du PCF, et un certain « Louis ».
Le 8 octobre 1940, Henriette est arrêtée (après une perquisition de la police française au domicile d’Auguste Garnier). Le journal collaborationniste L’œuvre du 8 janvier 1941 rapporte qu'elle déclare alors : « Je servais d’intermédiaire entre un nommé Louis et les époux Garnier. » On lui demande des détails, mais elle répond seulement : « C’est une personne très sympathique » et reste silencieuse. La police fait aussitôt une perquisition dans le petit logement de la rue des Rosiers, y trouve un carnet de rendez-vous, y voit qu’elle a reçu 3 500 francs de Louis, et trouve les lieux de rendez-vous avec « d’autres militants communistes » : un café de la place d’Italie pour l’architecte Roger Gainsburger, arrêté la veille, la place du Châtelet pour Suzanne Dubois (« l’un et l’autre étaient porteurs de tracts communistes», précise le journal). Henriette est incarcérée à la maison d’arrêt de la Santé, à Paris.
De son côté, Yvette reconstitue secrètement le syndicat dissous par décret à l’atelier. De plus, elle est agente de liaison du comité central clandestin du Front national universitaire (« une tâche importante et très dangereuse auprès des dirigeants du Parti communiste qui organisèrent la lutte nationale contre la trahison et l’occupation », témoigne une amie codétenue).

### L'arrestation et la déportation
Le 2 mars 1942, Yvette Feuillet est arrêtée après une série de filatures policières menées dans le cadre de l’« affaire Pican-Cadras-Politzer ». Elle est longuement interrogée dans les locaux des Renseignements généraux, à la Préfecture de police. Le 23 mars, elle est remise aux Nazis qui la transfèrent dans la division allemande de la maison d’arrêt de la Santé. Le 24 août, elle est envoyée sous le matricule no 648 au Fort de Romainville, avec 35 autres détenues suspectées dans la même affaire. Le 22 janvier 1943, elle est transférée en camion au camp de Royallieu à Compiègne. Le lendemain, le 24 janvier, elle est conduite, en camion, avec 230 autres prisonnières, à la gare de marchandises de Compiègne. Elle monte dans l'un des quatre derniers wagons à bestiaux du convoi dans lequel plus de 1 450 détenus hommes ont été entassés la veille. Le train démarre. En gare de Halle (Allemagne), le train se divise: les hommes sont dirigés sur le KL Sachsenhausen, les femmes vers Auschwitz qu'elle atteignent le 26 janvier au soir. Le train y stationne toute la nuit. Le lendemain matin, après avoir été descendues et alignées sur un quai de débarquement de la gare de marchandises, les détenues sont conduites à pied au camp de femmes de Birkenau (B-Ia) où elles entrent en chantant La Marseillaise. 
Yvette Feuillet est enregistrée sous le numéro 31663 qu'on lui tatoue sur son avant-bras gauche. Au cours de l’interrogatoire pour établir sa fiche de détenue, elle se déclare sans religion (Glaubenslos). Elle est placée en quarantaine au Block n° 14 pendant deux semaines, provisoirement exemptée de travail dans les Kommandos. Le 3 février, elle est amenée à pied à Auschwitz-I où se trouve l’administration pour y être photographiée selon les principes de l’anthropométrie de la police allemande : vues de trois-quarts avec un couvre-chef (foulard), de face et de profil (3 clichés en témoignent où elle pose en costume rayé de détenue, les cheveux courts, l'air triste). Le 12 février, elle est assignée au Block 26 et doit participer aux Kommandos de travail.
À peine deux mois plus tard, en avril 1943, Yvette Feuillet est envoyée à l'infirmerie à la suite d'engelures aux chevilles qui se sont infectées et qui ont creusé des plaies profondes. Elle y contracte le typhus, et meurt le 6 juillet 1943 (d’après l’acte de décès établi par l’administration du camp, bien que des rescapées aient parlé du 8 juillet). Partageant des rumeurs optimistes, elle a le temps de se réjouir qu'il va être possible d'envoyer des lettres: « malgré toutes ses souffrances, elle conserve son entière lucidité. Elle ne peut parler tant elle a mal. Elle me regarde et je l’écoute balbutier lentement, très lentement: “Et… dire… qu’on… va… pou… voir… écri… re… en… Fran… ce…” », rapporte son amie codétenue). La famille ne reçoit aucun avis officiel de décès mais, en janvier ou en février 1944, quelqu’un – informé par la lettre d’une survivante en “quarantaine” – annonce la mort d’Yvette à sa sœur Henriette qui lui a survécu.

### Sergente à titre posthume
Yvette Feuillet est homologuée sergente FFI à titre posthume, et « citée à l'ordre de la Résistance ». À une date restant à préciser, une plaque commémorative est apposée sur l’immeuble où elle a habité: « Ici habitait Yvette Feuillet Sergent F.F.I. citée à l'ordre de la Résistance assassinée par les Nazis à Auschwitz à l'âge de 22 ans »,,,